# Lothar Siemens
Lothar Siemens Hernández (Las Palmas de Gran Canaria, 16 de agosto de 1941- ib., 28 de febrero de 2017) fue un musicólogo, compositor, promotor cultural y empresario español.

## Biografía
Lothar Siemens Hernández nació el 16 de agosto de 1941 en las Palmas de Gran Canaria. Descendiente del músico Gregorio Millares Cordero y del polifacético intelectual Agustín Millares Torres, el entorno familiar en que crece propicia y apoya el interés de Lothar por la música. Entre sus primeras y más queridas profesoras se encuentra su tía Lola de la Torre Champsaur.
Estudió Filosofía y Letras y, posteriormente en 1967, se especializó en Musicología, Etnología y Prehistoria en la Universidad de Hamburgo. En 2003 se doctoró en Historia del Arte/Musicología por la Universidad de La Laguna.

## Trayectoria profesional
Fue autor de más de 141 publicaciones entre libros, artículos y ediciones musicales. Dirigió publicaciones de tipo científico y cultural como la Revista de Musicología (1983-1991) y Vector Plus de la Fundación Universitaria de Las Palmas. En 2013 fundó, en representación del Museo Canario y junto a otros representantes de bibliotecas, archivos y centros de documentación musicales, la Asociación Española de Documentación Musical (AEDOM).
Entre 2007 y 2014 fue presidente de la  Sociedad Española de Musicología (SEdeM). Fundó el Departamento de Musicología del Museo Canario y lo dotó de un riquísimo fondo de partituras de autores canarios, así como de una fonoteca. Fue director del mismo desde 1972.
Además, siguiendo el camino abierto por Lola de la Torre Champsaur, realizó junto a la musicóloga tinerfeña Rosario Álvarez Martínez numerosos trabajos de investigación sobre la música en Canarias entre los que destaca el "Proyecto RALS", que trata de recoger la historia de la creación musical del Archipiélago, y del que una parte fundamental la constituyen las grabaciones digitalizadas de la música compuesta por personas nacidas en las islas Canarias o afincadas en ellas.
Desde joven simultaneó su dedicación a la música con su trabajo en la empresa familiar "Siemens Maquinaria S. A.", de la que fue presidente del Consejo de Investigación. Entre 1996-2004 fue presidente, en largos periodos de tiempo, del Círculo de Empresarios de Gran Canaria. Y, a partir de 2005, fue presidente de Administración del Consejo Social de la Universidad de Las Palmas de Gran Canaria.

## Biblioteca Musicológica Lothar Siemens
En 2005 Lothar Siemens donó su fondo documental, un total de 5533 documentos a la Biblioteca de la Universidad de Las Palmas de Gran Canaria. Su labor investigadora en el campo de la musicología y etnomusicología le hizo reunir 7000 volúmenes de documentación impresa y manuscrita desde el siglo XVI al XXI. La catalogación del fondo se realizó entre finales de 2005 y mayo de 2008. En la colección se incluyen obras de gran valor entre las que se destacan un incunable de 1494, textos raros y únicos del siglo XVI, impresos litúrgicos del siglo XVII y manuscritos. 
Durante años este autor siguió donando documentos a la Biblioteca Universitaria hasta poco antes de morir en febrero de 2017. Entre publicaciones periódicas, monografías, música impresa, registros sonoros, videograbaciones, manuscritos, separatas, material gráficos y archivo de ordenador, se han contabilizado un total de 9314 volúmenes.

## Obras
Estudioso del folklore canario, su gran interés por este tema se refleja en su tesis sobre las canciones de trabajo en Gran Canaria y en algunas compilaciones etnomusicológicas de campo, como son las transcripciones musicales de romances de las Islas Canarias, editadas por el profesor Maximiano Trapero. Compuso dos óperas (El encargo político y El moro de la patera) y varias obras corales e instrumentales para voz y piano; entre ellas: "Exhortación ante la muralla" para tuba sola.

## Distinciones
Es académico correspondiente por la ciudad de Hamburgo de la Real Academia Española de la Historia; académico de la Real Academia de Bellas Artes Santa Isabel de Hungría de Sevilla y académico numerario de la Real Academia Canaria de Bellas Artes de San Miguel Arcángel, habiendo sido galardonado con diversos premios y distinciones por su labor científica y cultural:
- (2016) Medalla de la Universidad de Las Palmas de Gran Canaria.[8]
- (2014) Premio Canarias, Patrimonio histórico.[9]
- (2005) Medalla de Oro del Gobierno Autónomo de Canarias.
- Can de Plata del Cabildo de Gran Canaria.
- Hijo Predilecto de la Ciudad de Las Palmas de Gran Canaria.
- Socio de Honor de El Museo Canario.
- Socio de Honor de PROMUSCAN, Asociación de Compositores y Musicólogos de Las Palmas.